# Cladonia solida
Cladonia solida är en lavart som beskrevs av Vain. Cladonia solida ingår i släktet Cladonia och familjen Cladoniaceae.   Inga underarter finns listade i Catalogue of Life.